# 코통 스포르 FC 드 가루아
코통 스포르 FC 드 가루아(Coton Sport FC de Garoua)는 카메룬의 축구 클럽 팀으로, 가루아를 연고로 한다.

## 주요 경력

### 카메룬 국내 대회
- 카메룬 프리미어리그: 우승 17회 (1997, 1998, 2001, 2003, 2004, 2005, 2006, 2007, 2008, 2010, 2011, 2013, 2014, 2015, 2018, 2021, 2022. ), 준우승 5회 (1994, 1996, 1999, 2000, 2002)
- 카메룬 컵: 우승 4회 (2003, 2004, 2007, 2008), 준우승 1회 (1999)
- 로제르 밀라 슈퍼컵: 준우승 1회 (2001)

### 국제 대회
- CAF 챔피언스리그: 준우승 1회 (2008)
- CAF 컵: 준우승 1회 (2003)

## 선수 명단

### 현역
참고: FIFA 자격 규정에 따라 소속된 국가대표팀 국기를 표시합니다. 선수는 복수의 FIFA 비회원국 국적을 가지고 있을 수 있습니다.
| 번호 | 포지션 | 국적 | 이름 |
| ---- | ------ | ---- | ---- |

| 번호 | 포지션 | 국적 | 이름 |
| ---- | ------ | ---- | ---- |